# Lorrainea
Lorrainea is een muggengeslacht uit de familie van de steekmuggen (Culicidae).

## Soorten
- L. amesii (Ludlow, 1903)
- L. celebica (Mattingly, 1959)
- L. dasyorrhus (King & Hoogstraal, 1946)
- L. fumida (Edwards, 1928)
- L. lamellifera (Bohart & Ingram, 1946)